# Alebroides elsae
Alebroides elsae är en insektsart som beskrevs av Irena Dworakowska 1994. Alebroides elsae ingår i släktet Alebroides och familjen dvärgstritar. Inga underarter finns listade i Catalogue of Life.